# Sengerhof Bad Neualbenreuth

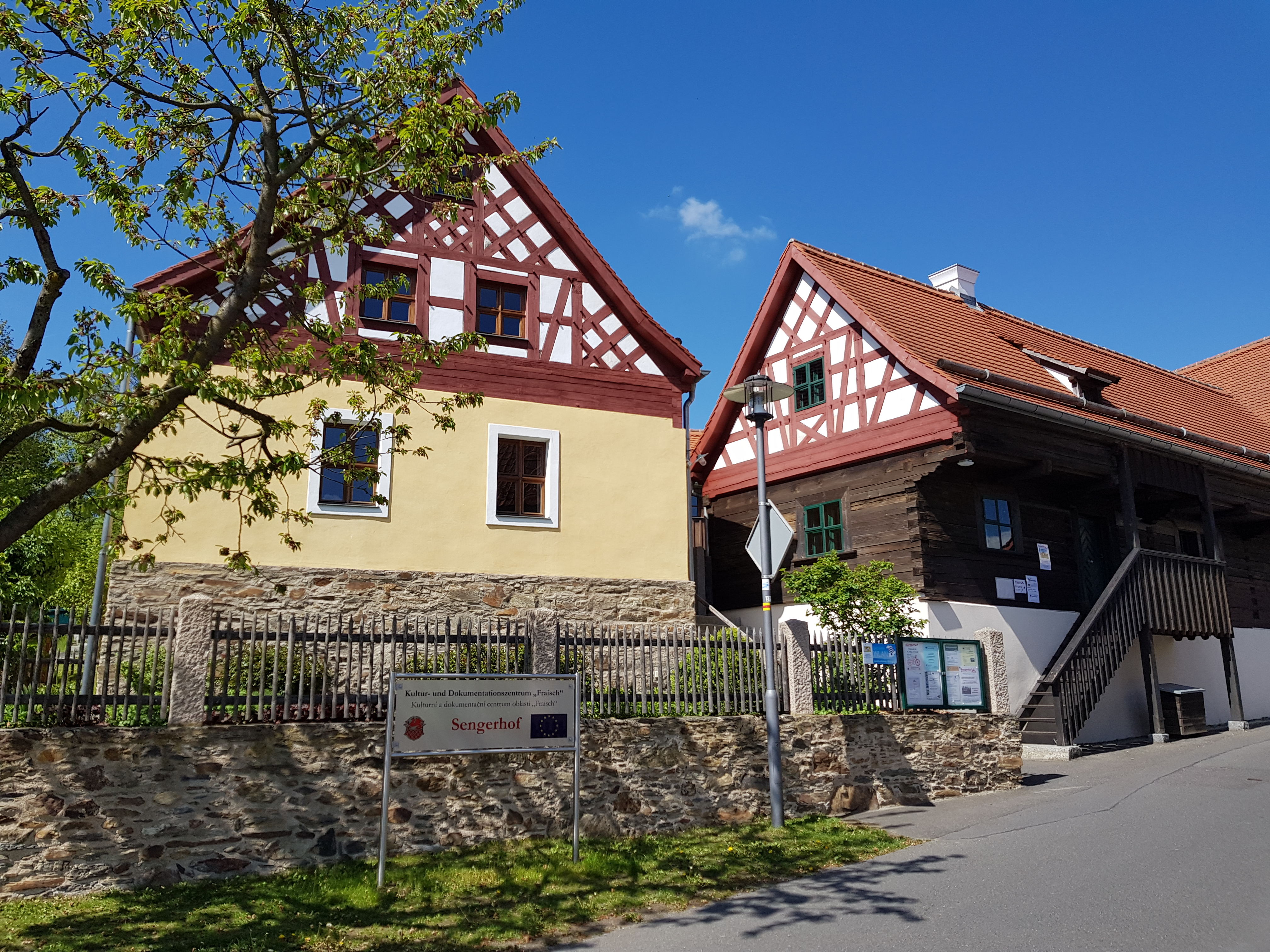
Außenansicht des Museums

Der Sengerhof in Bad Neualbenreuth ist ein typischer Egerländer Vierseithof und zeigt das bäuerliche Leben in der Region vor der Technisierung.

## Beschreibung
Der Hof war seit 1733 nachweislich im Besitz der Familie Schöner, die den Hausnamen Senger trug. Anna Schöner war die letzte Besitzerin des Hofes und wohnte bis zu ihrem Tod 1989 dort. Ohne Nachkommen vererbte sie den kompletten Besitz an die Marktgemeinde Neualbenreuth.
Ihr war es ein Anliegen, dass auch zukünftige Generationen sehen, wie man früher auf einem Hof gelebt hat. Zwischen 2004 und 2006 erfolgte die Sanierung und Inventarisierung der Hofstelle und der Einrichtungsgegenstände unter der Überschrift „Kultur- und  Dokumentationszentrum Fraisch“. Am 7. September 2007 wurde der Sengerhof eröffnet.
Das Museum zeigt das bäuerliche Leben anhand von Einrichtungs- und Alltagsgegenständen. Außerdem gibt es eine Abteilung zur früheren Bäckerei Stähli. Thema ist auch die Besonderheit der Frais, nach der auch Neualbenreuth bis 1862 jährlich die Zugehörigkeit zwischen der Stadt Eger und dem Stift Waldsassen wechselte. Der Sengerhof ist ein Beispiel für den Egerländer Fachwerkstil.
Heute ist der Sengerhof neben einem Museum zum bäuerlichen Leben auch Ort für standesamtliche Trauungen und Veranstaltungen. Er ist Teil der Bayerischen Denkmalliste mit dem Aktenzeichen D-3-77-142-19
Der Sengerhof Bad Neualbenreuth ist Teil des Museumsverbundes das zwoelfer - Die Museen im Landkreis Tirschenreuth.